# سرویس امنیت دولتی جمهوری آذربایجان
سرویس امنیت دولتی جمهوری آذربایجان (ترکی آذربایجانی: Dövlət Təhlükəsizlik Xidməti) نهادی دولتی می‌باشد، که بر مبنای وزارت امنیت ملی جمهوری آذربایجان تأسیس شد.

## اطلاعات کلی
سرویس امنیت دولتی جمهوری آذربایجان بنابر فرمان شماره ۷۰۶ الهام علی‌اف، رئیس جمهوری این کشور، در ۱۴ دسامبر سال ۲۰۱۵، بر پایه وزارت امنیت ملی جمهوری آذربایجان تشکیل شد. سرویس امنیت دولتی بر اساس قانون اساسی جمهوری آذربایجان، قوانینی درمورد «امنیت ملی»، «فعالیت‌های اطلاعاتی و ضداطلاعات»، «فعالیت‌های تجسس و کارآگاهی»، «اسرار دولتی»، «مبارزه با تروریسم» و غیره.. ، و همچنین آیین‌نامه این سرویس، دستورها و فرمان‌های ریاست جمهوری آذربایجان، دستورهای کابینه وزرا، ابزارهای قانونی مصوب ارگان‌های وابسته به قوه مجریه در خصوص فعالیت، و قراردادهای بین‌المللی امضاء شده توسط دولت این کشور در چارچوب قوانین جمهوری آذربایجان عمل می‌نماید.
این فعالیت با رعایت اصول قانون «احترام به آزادی‌های مشروع و حفظ حقوق شهروندی»، انسانیت، و پاسخگویی به دولت و جامعه انجام می‌گیرد.